# Bewhy
Bewhy (이병윤?), pseudonimo di Lee Byung-yoon (이병윤?, I Byeong-yunLR, I Byŏng-yunMR; Daejeon, 15 giugno 1993), è un rapper sudcoreano.

## Biografia
Bewhy ha esordito nell'industria discografica con l'album in studio Time Travel, uscito nella prima metà del 2015. Tuttavia, soltanto col disco successivo The Blind Star (2017) ha ottenuto il suo primo ingresso nella Gaon Chart, finendo al 13º posto.
The Movie Star, presentato nel luglio 2019, ha finito per diventare il suo secondo LP a entrare la top forty sudcoreana. Si è portato a casa un Korean Music Award per la miglior canzone hip hop con Forever.

## Discografia

### Album in studio
- 2015 – Time Travel
- 2017 – The Blind Star
- 2019 – The Movie Star

### EP
- 2020 – Neo Christian
- 2021 – 032 Funk

### Singoli
- 2014 – Waltz
- 2014 – Swimming Bananas (feat. Keebo)
- 2015 – In Trinity
- 2016 – Shalom
- 2016 – Puzzle (con C Jamm)
- 2016 – International Wave (con Talib Kweli)
- 2016 – Someday
- 2017 – Uno (con Big K.R.I.T.)
- 2017 – Dejavu
- 2017 – Hewgeso
- 2017 – Scar
- 2017 – The Blind Star 0.5
- 2018 – Suits
- 2019 – Challan
- 2020 – Newly
- 2020 – Neo Christian Flow (con Son Simba)
- 2020 – Algorithm
- 2022 – Idea (con Khundi Panda e Son Simba feat. Une & Viann)
- 2023 – Holy Toast